# Liste der Kulturgüter in Schübelbach
Die Liste der Kulturgüter in Schübelbach enthält alle Objekte in der Gemeinde Schübelbach im Kanton Schwyz, die gemäss der Haager Konvention zum Schutz von Kulturgut bei bewaffneten Konflikten, dem Bundesgesetz vom 20. Juni 2014 über den Schutz der Kulturgüter bei bewaffneten Konflikten sowie der Verordnung vom 29. Oktober 2014 über den Schutz der Kulturgüter bei bewaffneten Konflikten unter Schutz stehen.
Objekte der Kategorien A und B sind vollständig in der Liste enthalten, Objekte der Kategorie C fehlen zurzeit (Stand: 1. Januar 2023). Unter übrige Baudenkmäler sind zusätzliche Objekte zu finden, die gemäss Angaben des kantonalen Denkmalschutzes als geschützte Denkmäler eingestuft wurden und nicht bereits in der Liste der Kulturgüter enthalten sind.

## Kulturgüter
| Foto | | Objekt                                                             | Kat. | Typ | Standort                                      | Beschreibung                                                                                  |
| ---- | --- | ------------------------------------------------------------------ | ---- | --- | --------------------------------------------- | --------------------------------------------------------------------------------------------- |
| ja   | Datei hochladen · Wikidata zu Kraftwerkszentrale und Schalthaus Siebnen (Q121757818)                                        | Kraftwerk Wägital KGS-Nr.: 04848                                   | A    | G   | Siebnen, Eisenburgstrasse 21 710790 / 225550  |                                                                                               |
| ja   | Datei hochladen · Wikidata zu Haus Im Hof (Q29881854)                                                                       | Haus Im Hof KGS-Nr.: 04845                                         | B    | G   | Kantonsstrasse 7 712380 / 226079              |                                                                                               |
| ja   | Datei hochladen · Wikidata zu Pfarrkirche St. Konrad und Ulrich (Q29881875)                                                 | Pfarrkirche St. Konrad und Ulrich KGS-Nr.: 04846                   | B    | G   | Eisenburgstrasse 1.1 712900 / 225760          |                                                                                               |
| ja   | Datei hochladen · Wikidata zu Kapelle St. Niklaus (Q29881865)                                                               | Kapelle St. Niklaus KGS-Nr.: 04847                                 | B    | G   | Siebnen, Bahnhofstrasse 710605 / 226109       |                                                                                               |
| ja   | Datei hochladen · Wikidata zu Reformierte Kirche Siebnen (Q29881878)                                                        | Reformierte Kirche Siebnen KGS-Nr.: 04849                          | B    | G   | Siebnen, Fabrikstrasse 710560 / 225919        | Klassizistisches Kirchengebäude von 1875/78 vom Schweizer Architekten Johann Jakob Breitinger |
| ja   | Datei hochladen · Wikidata zu Märchler Bauernhaus (Q29881846)                                                               | Märchler Bauernhaus KGS-Nr.: 10461                                 | B    | G   | Bergwiese 7 712824 / 226418                   |                                                                                               |
| ja   | Datei hochladen · Wikidata zu Haus Buck (Q29881849)                                                                         | Haus Buck KGS-Nr.: 12919                                           | B    | G   | Buttikon, Alte Landstrasse 38 714009 / 225757 |                                                                                               |
| ja   | Datei hochladen · Wikidata zu Haus Chägelerhof (Q29881851)                                                                  | Haus Chägelerhof KGS-Nr.: 12920                                    | B    | G   | Zieglerweg 1 712060 / 226719                  |                                                                                               |
| ja   | Datei hochladen · Wikidata zu Haus Hermelen (Q29881853)                                                                     | Haus Hermelen KGS-Nr.: 12921                                       | B    | G   | Haslenstrasse 20 712837 / 226056              |                                                                                               |
| ja   | Datei hochladen · Wikidata zu Haus Wuhrhof (Q29881858)                                                                      | Haus Wuhrhof KGS-Nr.: 12922                                        | B    | G   | Bergwiese 1 712950 / 225950                   |                                                                                               |
| ja   | Datei hochladen · Wikidata zu Haus Ziegelhof (Q29881861)                                                                    | Haus Ziegelhof KGS-Nr.: 12923                                      | B    | G   | Kantonsstrasse 40 713110 / 225779             |                                                                                               |
| BW   | Datei hochladen · Wikidata zu Nebengebäude Nasstal (Stöckli) (Q29881867)                                                    | Nebengebäude Nasstal (Stöckli) KGS-Nr.: 12924                      | B    | G   | Siebnen, Eisenburgstrasse 47 711868 / 225089  |                                                                                               |
| ja   | Datei hochladen · Wikidata zu Pfarrhaus (Q29881871)                                                                         | Pfarrhaus KGS-Nr.: 12925                                           | B    | G   | Grünhaldenstrasse 11 712890 / 225840          |                                                                                               |
| BW   | Datei hochladen · Wikidata zu Scheune Nasstal (Q29881882)                                                                   | Scheune Nasstal KGS-Nr.: 12926                                     | B    | G   | Siebnen, Eisenburgstrasse 45 711837 / 225061  |                                                                                               |
| ja   | Datei hochladen · Wikidata zu Schulhaus «Dorf» (Q29881884)                                                                  | Schulhaus «Dorf» KGS-Nr.: 12927                                    | B    | G   | Eisenburgstrasse 6 712820 / 225799            |                                                                                               |
| ja   | Datei hochladen · Wikidata zu Schulhaus (Q29881885)                                                                         | Schulhaus KGS-Nr.: 12928                                           | B    | G   | Siebnen, Glarnerstrasse 37 710830 / 226020    |                                                                                               |
| ja   | Datei hochladen · Wikidata zu Burgstelle mittelalterliche Wasserburg Mülenen mit Wehranlage - Teil Schübelbach (Q123531306) | Mülenen, mittelalterliche Wasserburg mit Wehranlage KGS-Nr.: 17467 | B    | F   | 714100 / 226861                               | Objekt liegt teilweise auf dem Gemeindegebiet von Tuggen (KGS-Nr. 17468).                     |

## Übrige Baudenkmäler
| ID     | Foto |                 | Objekt                | Typ | Standort                                     | Beschreibung |
| ------ | ---- | --------------- | --------------------- | --- | -------------------------------------------- | ------------ |
| 22.001 | ja   | Datei hochladen | Pfarrkirche Herz-Jesu | G   | Siebnen, Kirchweg 710550 / 226059            |              |
| 22.005 | ja   | Datei hochladen | Gasthaus Adler        | G   | Adlerplatz 1 712957 / 225753                 |              |
| 22.007 | ja   | Datei hochladen | Haus                  | G   | Siebnen, Glarnerstrasse 62 711097 / 226009   |              |
| 22.008 | BW   | Datei hochladen | Haus Nasstal          | G   | Siebnen, Eisenburgstrasse 49 711882 / 225081 |              |
| 22.010 | ja   | Datei hochladen | Haus Gutenbrunnen     | G   | Kantonsstrasse 35 713528 / 226022            |              |
| 22.014 | ja   | Datei hochladen | Haus Doblerhof        | G   | Landigweg 33 711510 / 225789                 |              |
| 22.016 | BW   | Datei hochladen | Haus Spezitrucke      | G   | Eisenburgstrasse 20 712207 / 225509          |              |
| 22.020 | ja   | Datei hochladen | Haus Nauerhof         | G   | Fadstrasse 1 713055 / 225741                 |              |
| 22.027 | BW   | Datei hochladen | Haus                  | G   | Siebnen, Glarnerstrasse 14 710662 / 225872   |              |
| 22.028 | BW   | Datei hochladen | Haus zum Bären        | G   | Siebnen, Glarnerstrasse 18 710686 / 225888   |              |
| 22.029 | ja   | Datei hochladen | Kapelle Brestenburg   | G   | Brestenburgstrasse 14.7 712160 / 225854      |              |

Legende: Siehe Legende der Liste der Kulturgüter von nationaler und regionaler Bedeutung. Anstelle der KGS-Nummer wird als Objekt-Identifikator (ID) die Nummer im Kantonalen Schutzinventar (KSI) verwendet.